# Aivi Luik
Aivi Luik, née le 18 mars 1985 à Perth, est une footballeuse internationale australienne évoluant au poste de milieu de terrain au BK Häcken.

## Biographie
Elle participe aux Jeux olympiques d'été de 2020 organisés à Tokyo, où elle joue trois matchs et échoue à décrocher la médaille de bronze en s'inclinant lors de la petite finale contre les États-Unis.
Elle participe également à la Coupe du monde 2019 organisée en France.

## Palmarès
- Vainqueur de la Coupe d'Asie en 2010 avec l'équipe d'Australie
- Finaliste de la Coupe d'Asie en 2018 avec l'équipe d'Australie